# Беразински рејон
Беразински рејон (блр. Бярэзінскі раён; рус. Бере́зинский райо́н) је административна јединица другог нивоа на истоку Минске области у Републици Белорусији. 
Административни центар рејона је град Беразино.

## Географија
Беразински рејон обухвата територију површине 1.940,34 км² и на 9. је месту по величини у Минској области.
Граничи се са Червењским, Барисавским и Крупским рејонима Минске области, те са Бјалиницким, Кличавским и Асиповичким рејонима Могиљовске области. 
Најважнији водотоци су реке Березина, Уса, Уша и Кљава.

## Историја
Рејон је основан 17. јула 1924. године и од оснивања па до 1927. био је део Барисавског округа Белоруске ССР, након чијег распуштања постаје део Минског округа. Расформиран је 1962, а потом и поново успостављен 6. јануара 1965. године. 

## Демографија
Беразински рејон је један од најслабије насељених рејона Белорусије, а према резултатима пописа из 2009. на том подручју стално је било насељено свега 25.301 становника или у просеку 12,89 ст/км².
Основу популације чине Белоруси (94,46%), Руси (3,96%) и остали (1,58%).

### Насеља
На подручју целог рејона регистровано је укупно 218 насељених места, од којих се 26 налази у зони повећане радиоактивности настале као последица Чернобиљске хаварије. Административни центар рејона је град Беразино у којем живи око половина целокупне популацијер рејона.
Административно рејон је подељен на 9 сеоских општина и на један град.

## Саобраћај
Најважнији саобраћајни правац који пролази преко рејона је аутопут Минск—Могиљов. Занимљиво је да у овом делу Белорусије не постоје активни железнички правци.